# Гоццадини, Маркантонио
Маркантонио Гоццадини (итал. Marco Antonio Gozzadini; 1574, Болонья, Папская область — 1 сентября 1623, Рим, Папская область) — итальянский куриальный кардинал. Епископ Тиволи с 25 октября 1621 по 7 июня 1623. Епископ Фаэнцы с 7 июня по 1 сентября 1623. Кардинал-священник с 21 июля 1621, с титулом церкви Сант-Эузебио с 30 августа 1621 по 23 мая 1623. Кардинал-священник с титулярной диаконией pro hac vice Сант-Агата-алла-Субурра с 23 мая по 1 сентября 1623.